# Euripid
Euripid (Ευριπίδης; otok Salamina, 485./484. pr. Kr. – Aretusa, Makedonija, 406. pr. Kr.) bio je starogrčki dramatičar. Dio je velike trojice, uz Eshila i Sofokla. Smatralo ga se i sljedbenikom sofista.
Napisao je oko 90 drama (neki izvori tvrde 74, a neki 92). Na natjecanjima je pobijedio četiri puta i jednom posmrtno. Prvi je put pobijedio 441. pr. Kr. nepoznatom tetralogijom. Njegov je istoimeni sin prikazao tetralogiju i poslije očeve smrti te je njome još jednom pobijedio. Sastojala se od djela „Ifigenija u Aulidi”, „Alkmeon u Korintu” (nesačuvano djelo) i „Bakhantice” („Bakhe”). Sačuvano je 17 njegovih tragedija, a autentičnost osamnaeste tragedije „Res” nije potvrđena:
- Alkestida
- Andromaha
- Bakhantice
- Elektra
- Feničani
- Hekaba
- Helena
- Heraklo
- Heraklide (Heraklova djeca)
- Hiketide (Pribjegarke)
- Hipolit
- Ifigenija među Taurijcima
- Ifigenija u Aulidi
- Ijon
- Mahniti Heraklo
- Medeja
- Orest
- Trojanke
- Res

Sačuvana je i satirska igra „Kiklop”, jedina potpuna satirska igra iz stare Grčke.

## Život
Euripid je bio vrlo obrazovan i prilično imućan. Bio je jedan od prvih ljudi koji su imali privatnu knjižnicu. Često se kao njegovi učitelji spominju Arhelaj, Anaksagora i Sokrat. 408. pr. Kr. dolazi u Pelu, jer ga je makedonski kralj Arhelaj pozvao na svoj dvor zajedno s ostalim velikim umjetnicima, gdje na posljetku i umire, najvjerojatnije od hladne makedonske zime.
Za razliku od Aristotelovih pohvala, Aristofan ga je volio ismijavati. Pojavljuje se u „Arhanjanima” i „Thesmophoriazusae” te posebice u „Žabama”. U njima Dioniz putuje u Had kako bi vratio Euripida u svijet živih, no nakon pjesničkog natjecanja, bog vraća Eshila, a ne njega.
Zasluženo je priznanje dobio tek poslije smrti, a i danas je jedan od najvećih pjesnika, dramatičara, tragičara i pisaca svih vremena.

## Dramske inovacije
Euripid lišava moći svemoguće bogove koji postaju puko dramsko sredstvo. Bitna je deheroizacija ljudi i antropomorfiziranje bogova koji nisu savršeni nego dobivaju ljudske vrline i mane. Zbog toga ga je pratio glas uništavača tragedije, što se pokazalo dalekim od istine. 
Uvodi psihološku karakterizaciju likova, prvi je na pozornicu uveo ženu kojoj je razotkrio njenu unutarnju psihu, a također i robove prikazuje kao pametne ljude. Općenito ga se smatra tvorcem psihološke drame. 
Također uvodi dulji monolog u prologu i deus ex machina sustav, božanstvo koje nenadano raspleće dramski čvor. Posebnom se napravom spušta bog na pozornicu koji svojim naredbama i intervencijom razrješava ili sprečava katastrofu. Uvodi govor suvremenih ljudi, izbjegava suhoparnost, ukrašavanje i apstrakciju te se time približava gledateljima.

## Karakteristike
Kod Euripida radnjom ne upravljaju bogovi, nego neobrazloženi i često okrutni postupci bogova. Euripid se suprotstavlja tradicionalnim i antropomorfnim bogovima koji su moralno nedosljedni i prevrtljivi te ne mogu ni biti moralni uzor ljudima. Euripid najviše pažnje posvećuje psihologizaciji likova te se smatra začetnikom psihološke drame.
Tragičnu radnju Euripidovih drama pokreću iracionalne sile strasti koje obuzimaju njegove junake. Prikazuje kako osjećaji postupno prerastaju u strasti koje junaci više ne mogu kontrolirati. Prvi na pozornici prikazuje tragičnu ljubav sa svim njenim strastima. Otkrivajući ljudsku dušu prikazuje i njene tamne strane, njenu patologiju. Euripid govori da se borba za sreću odvija u čovjeku, a ne izvan njega. Za Euripida je Sofoklo rekao da prikazuje ljude kakvima jesu, a da ih on sam prikazuje kakvima bi trebali biti.
Građu preuzima iz mitologije; njegovi su junaci mitski kraljevi i kraljice i ljudi visokog roda. No, lišeni su mitske snage i veličine te su prikazani kao obični ljudi, slični Euripidovim suvremenicima, sa svim manama i vrlinama. U mitsku građu unosi građanske probleme te tako svojim dramama daje aktualnu socijalnu i političku dimenziju i pokreće religiozna i etička pitanja.
Smatrali su ga ženomrscem, a on je prvi put na pozornicu izveo ženu kao psihološki problem i pozabavio se njenom specifičnom duhovnošću. Žena čak i postaje dominantniji i jači spol, primjerice, Medeja pobijedi Jazona, a Hekaba natjera muškarce da se priklone njenoj volji.
Svojim je realizmom i dramskim obradama erotike sablažnjavao svoje suvremenike. Aristofan ga je smatrao rušiteljem morala, a Aristotel najtragičnijim od svih pjesnika.
Često koristi postupak prepoznavanja kao sredstvo stvaranja novih situacija ili za postizanje dramskih efekata. Ovu je tehniku prvi uporabio Eshil u svojim „Hoeforama” („Žrtvonoše”), a o njoj i Aristotel raspravlja u svojoj „Poetici” te govori da je to prijelaz iz nepoznavanja u poznavanje, a zatim u prijateljstvo ili neprijateljstvo s onim osobama koja su određena za sreću ili nesreću

## Zanimljivosti i anegdote
- Jedan je od prvih koji je imao vlastitu privatnu knjižnicu.
- Legenda kaže da se rodio točno na dan bitke kod Salamine, 23. rujna 480. pr. Kr.
- Euripid je jednom prilično slabijem pjesniku rekao da su mu trebala tri dana da napiše tri kratka stiha. Pjesnik mu je ponosno rekao: "Ja sam mogao napisati stotinu u ta tri dana!" Euripid mu je uzvratio: "Vjerujem. Ali vjerojatno bi ti stihovi živjeli tri dana."

## Citati
- Djeca su za sve ljude njihov život.
- Nema goreg zla od loše žene, a ništa nije bolje stvoreno od dobre žene.
- Nikad se nemoj zamoriti u davanju domovini.
- Svakim se danom nešto novo nauči.
- Dobri prijatelji jasno se prepoznaju u nevolji.
- Iskustvo je smrtnicima učitelj svega.
- Riječ izašlu iz usta nije lako zaustaviti kao ni kamen pušten iz ruke.
- Loš početak vodi lošem svršetku.
- Stare rane ne treba oplaktivati svježim suzama.
- Mudrome je i šutnja odgovor.
- Čovjek je onakav kakvo je društvo u kojem se kreće.
- Mudri taje svoje poraze.
- U nevolji nam je miliji pouzdan prijatelj nego mornaru mirno more poslije oluje.

## Vanjske poveznice
- Heraklide (Euripid) (hrv.) wikiizvor)
- Andromaha (Euripid) (hrv.) wikiizvor)
- Euripidova djela (grč.) wikiizvor)
- Euripid Hrvatska enciklopedija. LZMK
- Euripidova djela (engl.)